# Rotifera
Rotiferele (Rotifera sau Rotatoria) (din latina rota = roată + ferre = a purta) sunt o încrengătură de nevertebrate acvatice  microscopice, înrudite cu nematodele, nesegmentate, pseudocelomate, cu dimensiuni între 0,04–3 mm, cu corpul alungit, cilindric sau mai rar sferic, având la partea anterioară una sau două coroane de cili puternici, care se învârtesc ca o roată, de unde și numele, servind la antrenarea particulelor alimentare spre gură și la mișcare. Se cunosc circa 2 500 specii, majoritatea de apă dulce, puține marine, litorale și terestre (în mușchi, licheni). Unele dintre rotifere sunt forme libere, fie plutitoare sau înotătoare (planctonice), fie târându-se pe fundul apei (bentonice). Alte forme bentonice sunt sesile, adică fixate pe fundul apei prin extremitatea lor posterioară și, în cele mai dese cazuri, înconjurate de tuburi protectoare. Puține specii sunt parazite, unele la plante, altele la animale.
Corpul rotiferelor este împărțit în trei părți distincte: una anterioară, numită regiunea cefalică (cap), una mijlocie, numită trunchi și una posterioară, numită picior (coadă). Piciorul se termină de obicei cu o furcă, constituită din 2-4 degete, la extremitatea cărora se deschide câte o glandă cimentară (pedioasă). Cu ajutorul secreției produsă de aceste glande, animalul se poate fixa temporar pe suport. Extremitatea cefalică și piciorul poate fi retras în interiorul corpului prin telescoparea inelelor cuticulare, cu ajutorul unor mușchi speciali.
Organul caracteristic al rotiferelor este aparatul rotator situat în regiunea cefalică cu ajutorul căruia se deplasează activ în masa apei. Aparatul rotator este format din una sau două coroane concentrice de ciliatură: trocus (situat preoral) și cingul (situat postoral), între care se găsește un șanț. Corpul este acoperit la mai multe specii de o platoșă cuticulară numită lorica.
Rotiferele au un număr definit, specific, de celule. Astfel, Epiphanes senta are 959 celule.
Aparatul digestiv este format din orificiul bucal, faringe, esofag, stomac, intestin, cloacă, care se deschide la exterior prin orificiul anal. În faringe se află un aparat masticator, numit mastax, care constă din 7 piese numite trofi sau maxile: una impară, fulcru, 2 rami, 2 unci și 2 manubrii. Fulcrul și ramii formează incusul (nicovala), iar uncii și manubriile maleusul (ciocanul).
Aparatul respirator și circulator nu există. Aparatul excretor este reprezentat prin protonefridii și este format din 4-50 celule cu flamură vibratilă, două tuburi colectoare ce se unesc într-o vezică urinară care se deschide printr-un tub scurt în cloacă pe partea ventrală.
Organele de simț sunt reprezentate prin unul sau doi oceli, situați pe aparatul rotator și prin palpii ciliați. Sistemul nervos este format din ganglionul cerebroid, ganglionul mastaxului, ganglionul pedios. Ganglionul cerebroid este legat de ganglionul pedios prin două cordoane nervoase laterale.
Aparatul genital feminin la monogononte este format dintr-un singur ovar sincițial și un vitelariu (germovitelariu) alcătuit din ovogonii degenerate, care se continuă cu un oviduct ce se deschide în cloacă, înaintea orificiului excretor; bdeloidele au germovitelariu pereche și un oviduct comun. Masculii nu se cunosc la bdeloide, la monogononte masculii sunt pigmei și au un singur testicul, un conduct spermatic, un gonopor și un cir sau penis.  La seisonide masculii și femelele sunt aproape identici, gonadele sunt perechi la masculi și la femele; ovarele sunt lipsite de vitelariu. Fecundația se face prin impregnare hipodermică: penisul înțeapă corpul femelei într-un punct oarecare, injectând sperma în pseudocel.
Rotiferele au o durată de viață scurta, de 2-3 săptămâni. În perioada caldă a anului se dezvoltă mai multe generații succesive. Iarna sau în timpul secetei rezistă sub formă de ouă. Din astfel de ouă, numite ouă durabile, ies primăvara numai femele, care se înmulțesc toată vara partenogenetic, adică fără prezența masculilor. Când condițiile de mediu se schimbă, în special când temperatura apei ajunge maximă, ceea ce se întâmplă de obicei vara, tot partenogenetic apar și masculii care se împerechează imediat cu femelele generației care le-au dat naștere. Ouăle rezultate în urma fecundării rezistă peste iarnă, din ele se dezvoltă o nouă generație de femele în primăvara următoare.
Hrana rotiferelor constă din microorganisme vegetale sau animale, care sunt aduse la gură o dată cu curentul de apă produs de organul rotator. Rotiferele constituie o bună parte a microplanctonului și o hrană prețioasă pentru animale, în special pentru puietul mic de pește, ceea ce este foarte important pentru piscicultură. Prin modul lor de hrană, ele contribuie la curățirea apelor de bacteriile cu care se hrănesc.

## Clasificarea și sistematica rotiferelor
După Marius Skolka, rotiferele se împart în două clase: Pararotatoria (Prorotatoria) și Eurotatoria.
- Clasa Eurotatoria

Subclasa Monogononta
Ordinul Flosculariacea (= Monimotrochida)
Familia Testudinellidae
Familia Flosculariidae
Familia Conochilidae
Familia Hexarthridae
Familia Filiniidae
Ordinul Collothecacea (= Paedotrochida)
Familia Collothecidae
Familia Atrochidae
Ordinul Ploimida (= Ploima)
Familia Epiphanidae
Familia Brachionidae
Familia Euchlanidae
Familia Mytilinidae
Familia Trichotridae
Familia Colurellidae
Familia Lecanidae
Familia Proalidae
Familia Lindiidae
Familia Notommatidae
Familia Birgeidae
Familia Trichocercidae
Familia Gastropodidae
Familia Tylotrochidae
Familia Synchaetidae
Familia Asplanchnidae
Familia Dicranophoridae
Familia Microcodinidae
Subclasa Digononta (= Bdelloidea)
Ordinul Bdelloida
Familia Habrotrochidae
Familia Philodinidae
Familia Adinetidae
Familia Philodinavidae
- Clasa Pararotatoria (=Seisonidea)

Ordinul Seisonida (= Seisona)
Familia Seisonidae
Clasificarea rotiferelor după Zhi-Qiang Zhang
Încrengătura Rotifera (Cuvier, 1817) — 2 clase
Clasa Pararotatoria (Sudzuki, 1964) — 1 ordin
Ordinul Seisonacea (Wesenberg-Lund, 1899) — 1 familie
Familia Seisonidae (Wesenberg-Lund, 1899) — 2 genuri, 3 specii
Clasa Eurotatoria (De Ridder, 1957) — 2 subclase
Subclasa Bdelloidea (Hudson, 1884) — 4 familii
Familia Adinetidae (Hudson and Gosse, 1889) — 2 genuri, 20 specii
Familia Habrotrochidae (Bryce, 1910) — 3 genuri, 152 specii
Familia Philodinavidae (Harring, 1913) — 3 genuri, 6 specii
Familia Philodinidae (Ehrenberg, 1838) — 12 genuri, 283 specii
Subclasa Monogononta (Plate, 1889) — 2 supraordine
Supraordinul Pseudotrocha (Kutikova, 1970) — 1 ordin
Ordinul Ploima (Hudson and Gosse, 1886) — 23 familii
Familia Asciaporrectidae (De Smet, 2006) — 1 gen, 3 specii
Familia Asplanchnidae (Eckstein, 1883) — 3 genuri, 15 specii
Familia Birgeidae (Harring and Myers, 1924) — 1 gen, 1 specie
Familia Brachionidae (Ehrenberg, 1838) — 7 genuri, 170 specii
Familia Clariaidae (Kutikova, Markevich and Spiridonov, 1990) — 1 gen, 1 specie
Familia Cotylegaleatidae (De Smet, 2007) — 1 gen, 1 specie
Familia Dicranophoridae (Harring, 1913) — 19 genuri, 233 specii
Familia Epiphanidae (Harring, 1913) — 5 genuri, 17 specii
Familia Euchlanidae (Ehrenberg, 1838) — 5 genuri, 27 specii
Familia Gastropodidae (Harring, 1913) — 2 genuri, 12 specii
Familia Ituridae (Sudzuki, 1964) — 1 gen, 6 specii
Familia Lecanidae (Remane, 1933) — 1 gen, 201 specii
Familia Lepadellidae (Harring, 1913) — 5 genuri, 163 specii
Familia Lindiidae (Harring and Myers, 1924) — 1 gen, 16 specii
Familia Microcodidae (Hudson and Gosse, 1886) — 1 gen, 1 specie
Familia Mytilinidae (Harring, 1913) — 2 genuri, 29 specii
Familia Notommatidae (Hudson and Gosse, 1886) — 19 genuri, 280 specii
Familia Proalidae (Harring and Myers, 1924) — 4 genuri, 55 specii
Familia Scaridiidae (Manfredi, 1927) — 1 gen, 7 specii
Familia Synchaetidae (Hudson and Gosse, 1886) — 3 genuri, 56 specii
Familia Tetrasiphonidae (Harring and Myers, 1924) — 1 gen, 1 specie
Familia Trichocercidae (Harring, 1913) — 3 genuri, 72 specii
Familia Trichotriidae (Harring, 1913) — 3 genuri, 23 specii
Supraordinul Gnesiotrocha (Kutikova, 1970) — 2 ordine
Ordinul Flosculariacea (Harring, 1913) — 5 familii
Familia Conochilidae (Harring, 1913) — 2 genuri, 7 specii
Familia Flosculariidae (Ehrenberg, 1838) — 8 genuri, 54 specii
Familia Hexarthridae (Bartos, 1959) — 1 gen, 18 specii
Familia Testudinellidae (Harring, 1913) — 3 genuri, 45 specii
Familia Trochosphaeridae (Harring, 1913) — 3 genuri, 19 specii
Ordinul Collothecaceae (Harring, 1913) — 2 familii
Familia Atrochidae (Harring, 1913) — 3 genuri, 4 specii
Familia Collothecidae (Harring, 1913) — 2 genuri, 47 specii